# Sebastião da Gama
Sebastião Artur Cardoso da Gama (Vila Nogueira de Azeitão, 10 de abril de 1924 - Lisboa, 7 de febrero de 1952) fue un poeta y profesor portugués.
Sebastião da Gama se licenció en Filología Románica por la Facultad de Artes de la Universidad de Lisboa en 1947.
Fue profesor en Lisboa, en la Escuela Industrial y Comercial Veiga Beirão, en Setúbal, en la Escuela Industrial y Comercial (hoy Escuela Secundaria Sebastião da Gama) y en Estremoz, en la Escuela Industrial y Comercial de esta ciudad.
Colaboró en las revistas de Mundo Literário (1946-1948), Árvore y Távola Redonda.
Su trabajo está relacionado con la Sierra de la Arrábida, donde vivió (más concretamente cerca de la playa de Portinho da Arrábida), por consejo médico, y que fue una fuente de inspiración poética de primer plano (luego desde su primer libro, Serra-Mãe, de 1945), y con su tragedia personal, causada por la enfermedad lo mató temprano, a los 27 años de edad, la tuberculosis.
Sebastião da Gama pasó a la historia por su dimensión humana, en particular por su convivencia con sus estudiantes, registrada en las páginas de su famoso diario (iniciado en 1949).
Una carta escrita por él, enviada en agosto de 1947 a diversas personalidades, pidiendo la defensa de la Sierra de la Arrábida, fue la motivación para la creación de LPN - Liga para la Protección de la Naturaleza, en 1948, la primera asociación ecologista portuguesa.
Su diario, publicado póstumamente en 1958, es un interesante testimonio de su experiencia como profesor y una valiosa reflexión sobre la enseñanza.
Las parroquias de São Lourenço y São Simão instituyeron con su nombre, el Premio Nacional de Poesía. El 1 de junio de 1999, fue inaugurado en Vila Nogueira de Azeitão, el Museo Sebastião da Gama, con la intención de preservar la memoria y la obra del poeta de la Arrábida, como él era conocido.
En 1952, a los 27 años, Sebastião da Gama murió víctima de la tuberculosis renal, una enfermedad de que sufría desde su adolescencia.

## Obras

### Publicadas durante su vida

#### Poesía
- Serra-Mãe (Sierra-Madre). Lisboa: Portugália Editora, 2013 (primera publicación en 1945)
- Loas a Nossa Senhora da Arrábida (Villancicos a Nuestra Señora de la Arrábida). Con Miguel Caleiro. Lisboa: Imprensa Artística, 1946
- Cabo da Boa Esperança (Cabo de Buena Esperanza). Lisboa: Portugália Editora, 1947
- Campo Aberto (Campo Abierto). Lisboa: Portugália Editora, 1951

#### Prosa
- A Região dos Três Castelos (La Región de los Tres Castillos). Azeitão: Transportadora Setubalense, 1949. (La región de los tres castillos se identifica con los municipios de Setúbal, Palmela y Sesimbra)

### Publicadas póstumamente
- Pelo Sonho é que Vamos (Es a través del sueño que nos vamos), 1953
- Diário (Diario), 1958
- Itinerário Paralelo (Itinerario Paralelo), 1967.

Compilado por David Mourão-Ferreira
- O Segredo é Amar (El Secreto es Amar), 1969
- Cartas I, 1994

De su obra Pelo Sonho é que Vamos se extrae el poema emblemático O Sonho ("El Sueño"):

Pelo Sonho é que vamos, comovidos e mudos.
Chegamos? Não chegamos?
Haja ou não haja frutos,
pelo Sonho é que vamos.
Basta a fé no que temos.
Basta a esperança naquilo que talvez não teremos.
Basta que a alma demos, com a mesma alegria, ao que desconhecemos e ao que é do dia-a-dia.
Chegamos? Não chegamos?

- Partimos. Vamos. Somos.
Es a través del sueño que nos vamos, emocionados y sin palabras.
¿Llegamos? ¿No llegamos?
Hayan o no hayan frutos, es a través del sueño que nos vamos.
Es suficiente la fe en lo que tenemos.
Es suficiente la esperanza en aquello que tal vez no vamos a tener.
Es suficiente que demos el alma, con la misma alegría, a lo que no conocemos y a lo que es del día a día.
¿Llegamos? ¿No llegamos?

- Partimos. Vamos. Somos.